# Sara Montiel
María Antonia Abad Fernández (Campo de Criptana, Ciudad Real, 10 de marzo de 1928-Madrid, 8 de abril de 2013), conocida como Sara Montiel, fue una actriz y cantante española. 
Debutó como actriz secundaria en la cinta Te quiero para mí (1944), e inmediatamente dio el salto a un papel protagónico con Empezó en boda, junto a Fernando Fernán Gómez, con quien volvería a encabezar su siguiente película, Se le fue el novio. Aunque realizaba tanto roles estelares como secundarios logrando críticas favorables e incluso algún éxito importante como Locura de amor (1948), Sara se sentía insatisfecha de su sitio en la industria española, y después de coprotagonizar El Capitán Veneno nuevamente junto a Fernando F. Gómez, decidió probar mejor fortuna en América. En apenas cuatro años rodó catorce cintas entre México y Cuba, como la exitosa Piel canela que le abriría las puertas de Hollywood para estelarizar junto a Gary Cooper y Burt Lancaster el western Veracruz, de Robert Aldrich, filme al que siguieron otros dos dirigidos por Samuel Fuller y Anthony Mann.
De vuelta en España, Sara Montiel afianzó su estatus de estrella internacional con las películas El último cuplé y La violetera, que desvelaron su particular estilo como cantante y que se convirtieron en formidables éxitos de taquilla, estrenándose en diversos países de Europa e Hispanoamérica así como en India y Egipto. Los honorarios que cobró por La violetera en 1958 convirtieron a Sara Montiel en una de las actrices mejor pagadas del mundo. En ese año también firmó un contrato de exclusividad por película, y los discos publicados con sus canciones llegaron hasta Grecia y Brasil. En los siguientes quince años, protagonizó únicamente melodramas musicales pensados para ella, y alcanzó tal popularidad que actuó en la Unión Soviética en plena Guerra Fría, en 1965, llegando a tener amplio éxito como actriz y como cantante. En el ámbito musical fue especialmente conocida por sus versiones de «Fumando espero» (1957), «La violetera» (1959) «Bésame mucho» (1959) y «Quizás, quizás, quizás» (1964).
En una España condicionada por la dictadura y las limitaciones económicas, Sara Montiel encarnó la faceta más barroca y sensual del mundo del espectáculo, gracias a sus papeles de mujer fatal y a sugerentes vestidos que tentaban la censura. Actriz de gran éxito comercial, mayormente en las décadas de 1950 y 1960, participó en medio centenar de películas. Se retiró de la industria del cine en 1974, pero como figura musical se mantuvo activa hasta el final: publicó diversos álbumes, ofrecía recitales en teatros y presentó programas de variedades en televisión. A los ochenta y un años de edad grabó con el dúo Fangoria la canción discotequera "Absolutamente" y su correspondiente vídeo musical, y pocos meses antes de morir seguía dando actuaciones acompañada de un pianista. Es considerada como una de las figuras españolas más importantes del siglo XX.

## Biografía y carrera

### 1928-1950: primeros años e inicios artísticos
María Antonia Alejandra Vicenta Elpidia Isidora Abad Fernández nació el 10 de marzo de 1928 en la localidad ciudadrealeña de Campo de Criptana, siendo hija de Isidoro Abad, e hijastra de María Vicenta Fernández Palacios. Tras la Guerra Civil, su familia y ella se establecieron en Orihuela (Alicante) en busca de un clima más benigno dado que su padre padecía asma. Estudió en el Colegio de Jesús María de San Agustín en esa ciudad, pero tuvo una formación académica muy primaria, ya que las monjas del colegio la instruyeron para que aprendiera labores domésticas en lugar de educativas.  
A los trece años de edad, demostró tener cualidades para el canto luego de entonar una saeta durante una procesión de Semana Santa en Orihuela. Esto ayudó a que, con la aprobación de su padre, fuera llevada a Valencia por la familia del editor de prensa José Ángel Ezcurra con la finalidad de mejorar sus habilidades vocales. En 1942, representó a la provincia de Alicante en un concurso de jóvenes talentos en el parque del Retiro de Madrid, presentado por el locutor Bobby Deglané. En la contienda, cantó la canción «La morena de mi copla» , con la que ganó el primer premio, que consistía en una paga de 1000 pesetas mensuales durante un año. Con este dinero, se instaló en Madrid para empezar a estudiar declamación.

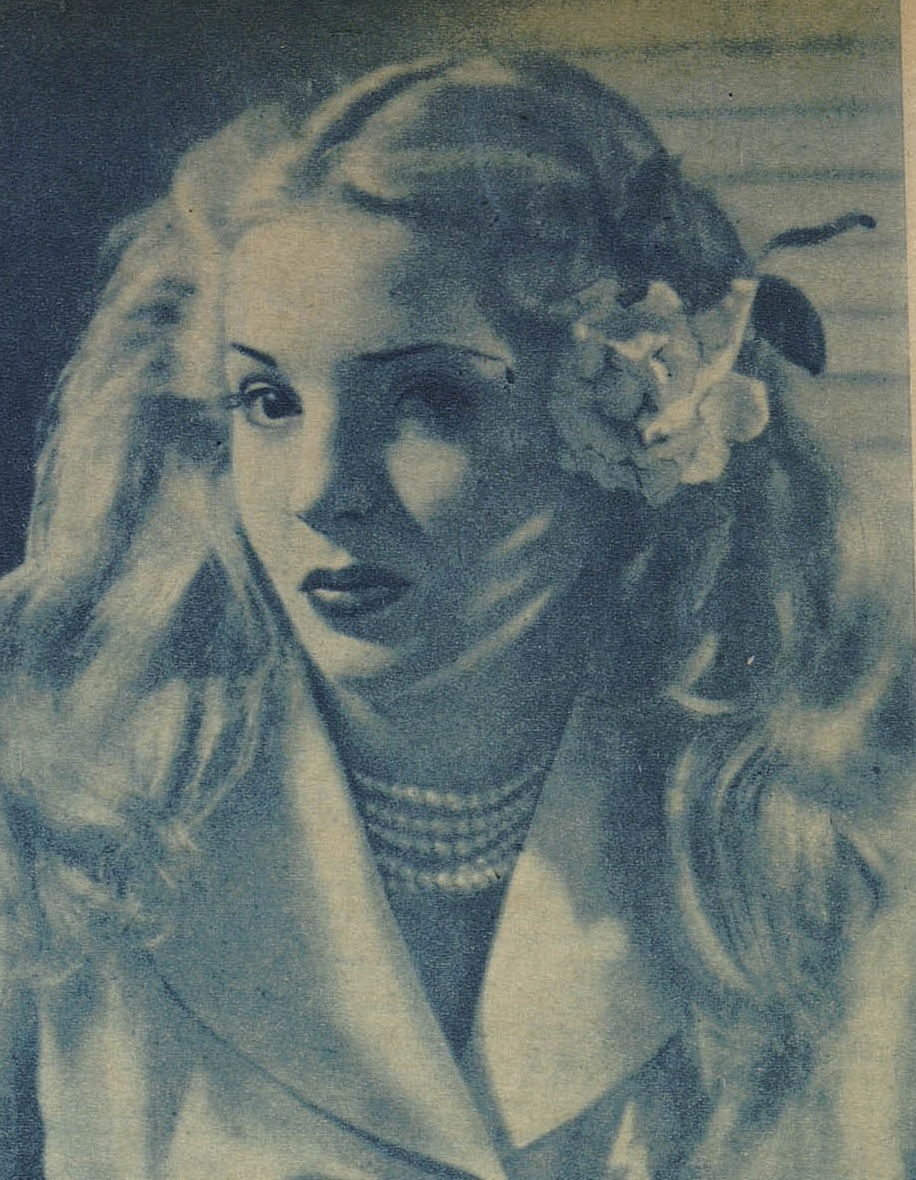
Montiel, en 1945.

En 1944, gracias a unas fotos tomadas por Gyenes, llamó la atención de Vicente Casanova, un productor de cine y agente de publicidad, que además era uno de los dueños de la compañía cinematográfica Cifesa. Sin embargo, fue Gyenes y no Vicente Casanova, quien la presentó al director Ladislao Vajda; así es como tuvo su primera aparición en el cine a los dieciséis años de edad en Te quiero para mí, donde apareció como actriz secundaria con el nombre artístico de María Alejandra; en la película Empezó en boda usó ya el nombre artístico de Sara Montiel, sugerido por el actor y humorista Enrique Herreros.
Tras participar con pequeños papeles en más filmes como Bambú (con Imperio Argentina) y la versión de 1947 de Don Quijote de La Mancha (que recibió un Premio de la Crítica en Nueva York), su primer papel de importancia fue como rival de Aurora Bautista en el exitoso melodrama histórico Locura de amor, basado en la vida de la reina Juana la Loca y dirigido por Juan de Orduña. En este filme el papel de Felipe el Hermoso lo hacía Fernando Rey, quien al igual que Sara disfrutaría años después de una carrera internacional. A este trabajo la joven actriz sumó otros roles todavía secundarios en La mies es mucha, Pequeñeces y El capitán veneno (1950), comedia de Luis Marquina protagonizada por Fernando Fernán Gómez. Su última película española de esta etapa fue una coproducción: Aquel hombre de Tánger, con el veterano Nils Asther, galán del cine mudo que había trabajado con Greta Garbo, Joan Crawford y Barbara Stanwyck.

### 1950-1957: proyectos internacionales
Gracias al éxito de Locura de amor, donde interpretó el papel de una villana seductora, Montiel llamó la atención de la industria cinematográfica mexicana, que vivía su Época de Oro. En total, participó en catorce producciones mexicanas, debutando con la película Furia roja. Le siguieron producciones como: Cárcel de mujeres, Necesito dinero, Porque ya no me quieres, y Piel canela.

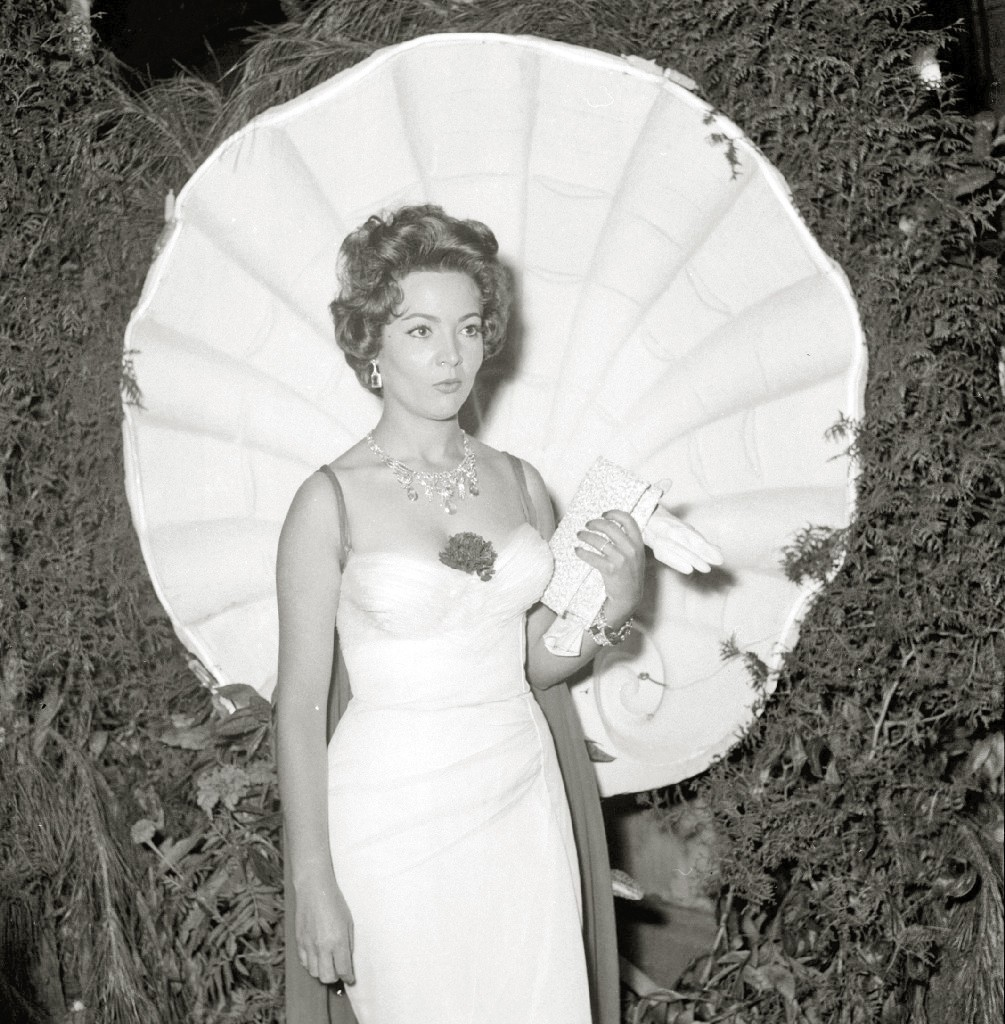
Montiel en el Festival de Cine de San Sebastián, en 1956.

Sus interpretaciones en Cárcel de mujeres y Piel canela le abrieron las puertas para entrar a la industria cinematográfica de Hollywood en 1954. Allí llegaría a ser la primera artista española en obtener éxito. Su primer trabajo en Estados Unidos fue en el western Veracruz, protagonizado por Gary Cooper y Burt Lancaster y dirigido por Robert Aldrich. Su segunda producción estadounidense fue la película musical Serenade, basada en un relato de James M. Cain y donde Sara trabajó con Mario Lanza, Joan Fontaine y Vincent Price. Durante el rodaje de esta producción, Montiel conoció a quien sería su primer esposo, Anthony Mann, el director de la cinta. Justo en este tiempo, Montiel afirmó haber adquirido la nacionalidad mexicana, comentando años después: «Me hice mexicana, claro. Todavía tengo mi carta de nacionalidad en la caja fuerte. Cuando me casé con Tony Mann, en Los Ángeles, me casé con mi otro pasaporte, el mexicano.» Sin embargo, lo anterior no ha sido comprobado, ya que no existen documentos fiables que respalden el hecho de que la artista se haya nacionalizado como mexicana. Durante una breve estancia en España Sara rodó El último cuplé, y sin esperar a su estreno, regresó a Estados Unidos para filmar su tercer filme en Hollywood, en esta ocasión junto a Rod Steiger y Charles Bronson, y dirigido por Samuel Fuller para la compañía RKO Pictures: Run of the Arrow (titulado Yuma en España). Posteriormente, decidió tomarse unas vacaciones regresando a España, tras una ausencia de más de cinco años. Iba a ser un regreso solo temporal, pero luego de alcanzar reconocimiento con El último cuplé, optó por establecerse en España y no volver a Estados Unidos.

### 1957-1974:El último cupléy actriz de culto
Aprovechando un viaje a España por vacaciones antes del rodaje de Yuma, Sara rodó en 1957 una cinta de bajo presupuesto titulada El último cuplé y dirigida por Juan de Orduña. La realizó más por amistad y gratitud que por dinero, pues su sueldo era modesto. Nueve años antes Orduña había contribuido a dar a conocer a Sara con Locura de amor. A pesar de su difícil financiación y modestos medios (los decorados eran de cartón y algunos vestidos, de papel) El último cuplé fue un éxito de taquilla inmenso, en parte porque Sara incluía números musicales con una voz, susurrante y grave, totalmente opuesta al tono atiplado de Raquel Meller, Imperio Argentina, Concha Piquer y otras estrellas españolas de la canción. Sus interpretaciones de «Fumando espero», «El relicario» y «Valencia», serían recordadas durante generaciones.

«Por todas partes de España donde he ido he sido aclamada espontáneamente; Valencia, Tarragona… En Tarragona lloré como lloro ahora mismo y en cada momento que pienso en lo buenos que han sido todos conmigo. A veces pienso que este éxito es una especie de desagravio que me tributa el público por no haberse fijado antes en mí.»
Entrevista a Sara en La Vanguardia (1957).

El último cuplé logró distribución internacional, al igual que su álbum de canciones, y marcó un hito en el cine español por su recaudación, por lo que Sara Montiel firmó un contrato multimillonario para realizar películas de producciones europeas (hispano-francesas-italianas) que la convirtieron en la estrella de habla española mejor pagada de la década. Se dijo que con La violetera empezó a cobrar un millón de dólares por cada película y su correspondiente disco (al cambio, unos 40 millones de pesetas de la época), cifra que de ser cierta igualaría el sueldo que firmó Elizabeth Taylor años después por Cleopatra. Disfrutando de condiciones tan ventajosas, Sara decidió no regresar a Hollywood, donde temía que su origen hispano la seguiría condicionando laboralmente. Y en una ocasión lo explicó así: «Después del éxito de El último cuplé, ¿iba a seguir haciendo de india?».

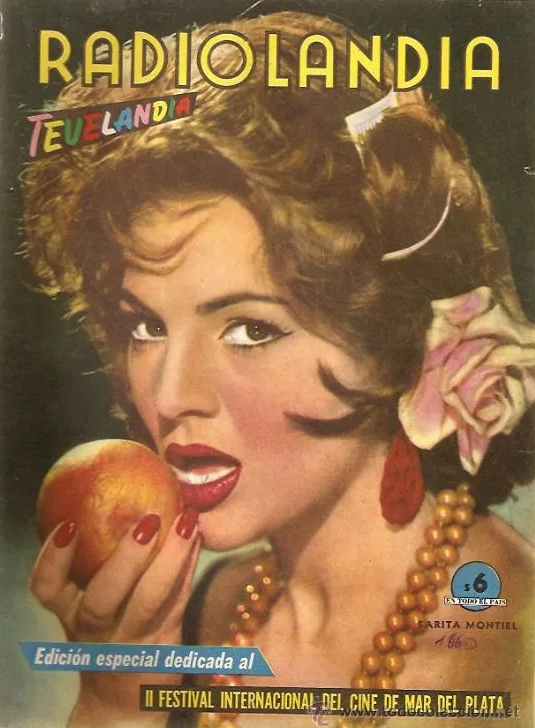
Montiel en la portada de la revista Radiolandia (1960).

La violetera, ya con más presupuesto y rodada parcialmente en París, fue otra producción de éxito. Con el italiano Raf Vallone como coprotagonista, se proyectó en el parisino Gaumont Palace, por aquel entonces la sala de cine más grande del mundo, con capacidad para más de 4600 espectadores. En La violetera y en su siguiente película, Carmen la de Ronda (con Jorge Mistral como galán), la artista volvió a cantar con su voz grave y estilo particular, lo que redoblaba el atractivo de su indudable fotogenia y exuberante figura. Las canciones de estos filmes se publicaron en álbumes que alcanzaron enorme difusión; se distribuyeron incluso en Grecia y Brasil, alcanzando tales ventas que superaron las que en esos momentos tenían Frank Sinatra y Elvis Presley.
A dichos filmes les sucedieron otros doce en los siguientes quince años, todos dentro del género de cine musical y enteramente concebidos para el lucimiento de su protagonista, con argumentos de melodrama y un cuidado vestuario que en muchos casos, por su audacia, generaba problemas con la censura. 
La explotación comercial de estas películas era tan grande y se prolongaba tantos meses, que el estreno de alguna se aplazó para que no compitiese con la anterior. Entre ellas se pueden citar: Pecado de amor, La Bella Lola (adaptación libre de La dama de las camelias), La dama de Beirut, Samba (rodada en Brasil), Esa mujer (1968; dirigida por Mario Camus con guion de Antonio Gala) y Varietés (con Vicente Parra, dirigida por Juan Antonio Bardem). Varios de estos filmes se rodaron con galanes extranjeros como el argentino Alberto de Mendoza, el belga Fernand Gravey, el francés Maurice Ronet (luego famoso por su papel en A pleno sol de René Clement), el estadounidense Craig Hill y los italianos Giancarlo Viola y un joven Terence Hill (cuando aún se llamaba Mario Girotti). La actriz era tan rentable que en ocasiones pudo elegir a sus compañeros de reparto, al director de fotografía e incluso intervino en la elección o sustitución de algún director.
Durante esta época, las películas de Sara Montiel causaban tal sensación que se estrenaban en lugares tan lejanos como El Cairo y Bombay. En París eclipsaron a títulos tan célebres como Trapecio (con Burt Lancaster, Tony Curtis y Gina Lollobrigida) y obligaron a aplazar los estrenos de El puente sobre el río Kwai y de Una Parisina de Brigitte Bardot. En una ocasión la actriz acudió al Festival de Venecia con su marido Anthony Mann, que presentaba su nuevo filme, y la popularidad de ella era tal, que la aconsejaron que no acudiese para no eclipsarle a él. En el Festival de Cine de San Sebastián de 1958, Sara permaneció firmando autógrafos durante una hora y cincuenta minutos. 
Por desgracia, según los críticos, Sara Montiel terminó «muriendo de éxito» como actriz: las ansias comerciales de los productores y el deseo de no defraudar a sus admiradores la llevaron a encasillarse en un género melodramático sin evolución que, a principios de los años 70, perdería gancho súbitamente frente al nuevo cine de destape.

### 1974: retiro del cine
Con la llegada de la Transición política en España y el predominio de las películas eróticas y cómicas de destape, Sara Montiel dejó el mundo del cine con apenas 46 años de edad; pero se volcó en su faceta musical, mayormente con recitales en teatros y presentando programas de variedades en televisión. Retuvo una extraordinaria popularidad y se ganó la admiración de nuevas generaciones de cinéfilos, escritores y músicos; el escritor Terenci Moix la apodó «Saritísima» y dijo de ella, entre otras cosas: «Ella es nuestra Mae West; representa la inspiración máxima del erotismo tranquilizador, donde la agresividad de la hembra manchega viene suavizada por sus extravagancias externas: vestuario, fraseología, simpatía, canciones...». 
Prueba de la veneración que aún suscitaba cumplidos los sesenta años fue su ambicioso disco Purísimo Sara (1988), con canciones nuevas creadas para ella por músicos como José María Cano (integrante del grupo Mecano), Joaquín Sabina, Javier Gurruchaga, Antonio Carmona, Carlos Berlanga, Nacho Canut y Óscar Gómez, quien asimismo fue el productor del álbum. Este trabajo fue el retorno de Sara al mercado discográfico tras una década de ausencia, en la que había ofrecido principalmente recitales en vivo; y fue un álbum muy cuidado: grabado en Londres (en parte, en los míticos Abbey Road Studios) con un repertorio variado en temas y estilos, con un lujoso acompañamiento orquestal y con una imagen renovada. Buena prueba del esmero puesto en este proyecto fue la participación de la diva de la ópera Montserrat Caballé en la canción "La Violetera". Purísimo Sara logró notables ventas (llegó a ser Disco de Oro y luego Disco de Platino en España), mereció un premio en Nueva York y su éxito comercial propició otros dos álbumes en los tres años siguientes.
Aunque diversos directores como Pedro Almodóvar ofrecieron guiones a Sara Montiel, ella se mantuvo firme en su negativa a regresar a la gran pantalla; afirmaba que el antiguo Star-system había desaparecido y que ella no encajaba en el nuevo tipo de cine que se estaba produciendo. Con todo, en 2011 reapareció sorpresivamente rodando algunas escenas para la película Abrázame, debut del director manchego Óscar Parra de Carrizosa aún por estrenar. Hizo un breve papel paródico interpretándose a sí misma.

### 1974-2009: actividades posteriores

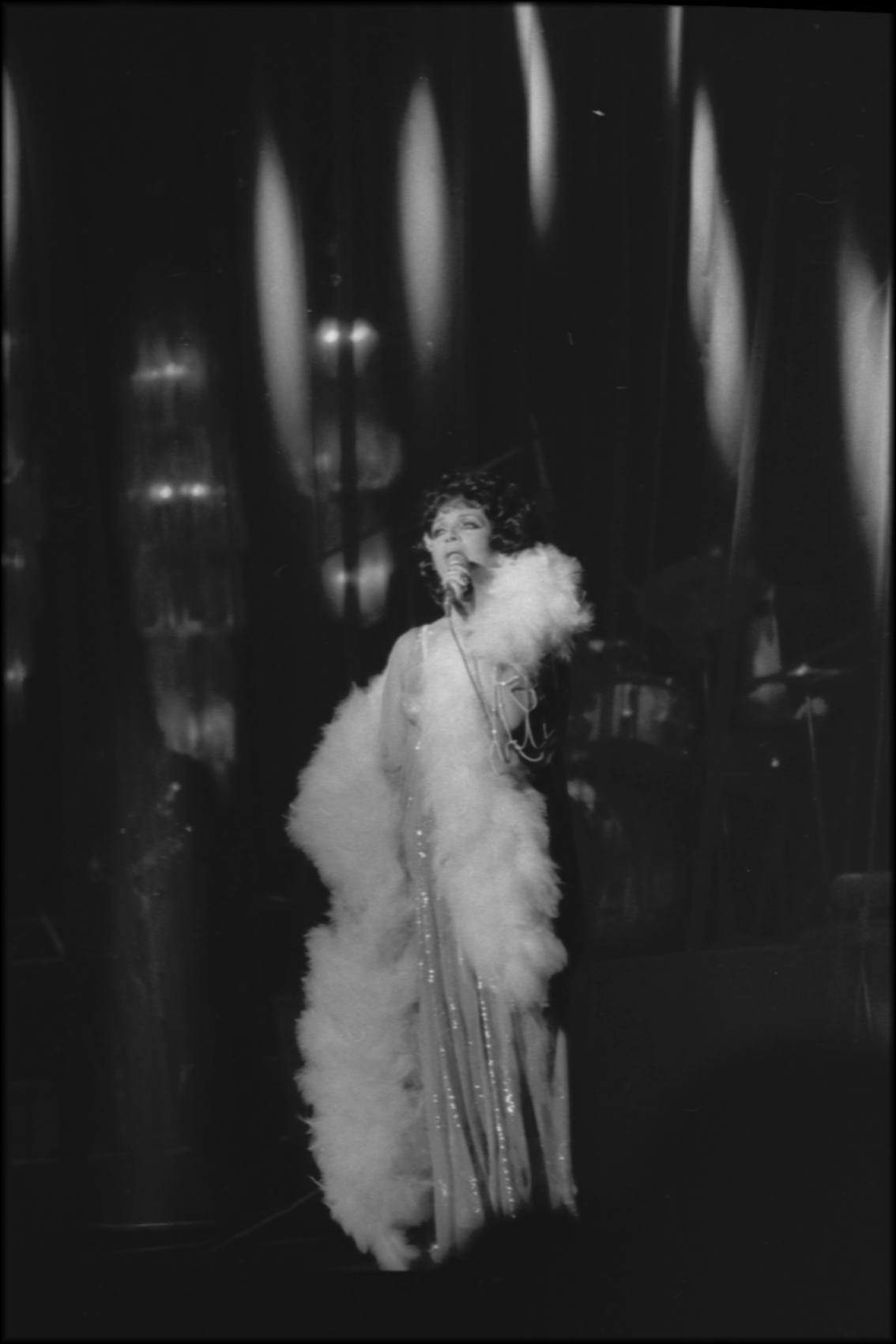
Montiel durante una presentación, en 1980.

Como su última película, Cinco almohadas para una noche, no consiguió el éxito de las anteriores, Sara dejó el cine en 1974 y se volcó en dar espectáculos en teatros, una opción ya habitual entre artistas extranjeras como Marlene Dietrich, Judy Garland y Eartha Kitt. Su debut en este género había sido Sara Montiel en persona en 1970, show al que siguieron otros en los años siguientes: Doña Sara de la Mancha, Saritísima, Taxi, vamos al Victoria, Saritízate. Son ejemplos de los muchos espectáculos teatrales que presentó con éxito. En ocasiones colaboró con otras figuras veteranas como Joséphine Baker, Olga Guillot y Celia Gámez.
A su repertorio clásico sumó en la década de 1970 temas más audaces, como "Me gustas cuando callas" (adaptación de un poema de Pablo Neruda, un escritor mal visto por el franquismo) y la sensual canción en inglés "Touch Me". Sus álbumes Purísimo Sara y A flor de piel reunieron composiciones hechas expresamente para ella como "Bolero triste" de Joaquín Sabina, "¡Ay, qué caray!" de José María Cano, las canciones bailables de estilo pop "Atrévete otra vez" y "Súper Sara" de Carlos Berlanga y Nacho Canut, "Fúmame, fúmame" compuesta en equipo por Sabina, Antonio Carmona y Javier Gurruchaga (quien la grabó a dúo con Sara), y el tango "Macho" de Óscar Gómez. También grabó el tema "Café Gijón", con motivo del centenario del famoso local madrileño (con música de La Bohème de Puccini y nueva letra de Alberto Cortez) y canciones de Pedro Ruiz ("¡Qué noches!") y Emilio Aragón ("La rosa"). Sus grabaciones posteriores fueron más discutibles (llegó a hacer rap) si bien en 2009 volvió a triunfar: a los 81 años de edad grabó con el dúo Fangoria la exitosa canción "Absolutamente" y su correspondiente videoclip, en el cual aparecía contoneándose flanqueada de hombres desnudos.

Yo soy la que mando, lo tengo muy claro / y tú a mí me sirves tan sólo de esclavo / Te pasas de listo, te crees que soy tonta, / sólo eres un cuerpo de muy poca monta

Versos de la canción "Atrévete otra vez", del álbum Purísimo Sara (1988).

En televisión ejerció de presentadora en los programas semanales Sara y punto (realizado por Eduardo Stern, y donde tuvo invitados como Charles Aznavour y Luciano Pavarotti) y Ven al Paralelo, que se grababa en el Teatro Arnau de Barcelona y con el cual estuvo dos temporadas en el canal La 2. Actuaron en este programa figuras como Celia Cruz, Raphael, Lucho Gatica y José Luis Rodríguez "El Puma". En el año 2002, sorprendió al protagonizar un anuncio para los premios "MTV Europe Music Awards" de ese año, parodiando su imagen de vieja gloria: aparecía maquillándose acompañada de una doncella uniformada (a la que arrebataba los zapatos de tacón) y exclamaba «Marvellous!».

## Vida personal
Mientras que en su vida privada era una mujer sencilla, Sara Montiel mostraba en público una estética sofisticada, de diva a la antigua usanza, con grandes joyas y ropa vistosa. Cambiaba frecuentemente de esmalte de uñas y de peinado, y no dudaba en emplear pelucas cuando era necesario. En las sesiones fotográficas y reportajes supervisaba la posición de cámaras y luces para potenciar su imagen. Se decía que siendo ya mayor exigía colocar medias o filtros especiales en los objetivos para disimular las arrugas y retener una apariencia seductora; un truco que ella negó con humor. Su barroquismo y peculiar expresividad (mezcla de glamour y casticismo) la mantuvieron durante décadas como un personaje inconfundible de la cultura popular y como la versión hispana del camp, motivo de todo tipo de imitaciones. Su rotunda imagen y el contenido melodramático de sus películas y canciones la convirtieron en icono del transformismo y de la comunidad gay.
En su esplendor Sara Montiel fue reconocida como una de las estrellas más bellas y fotogénicas del mundo; y aún a edad madura conservaba una envidiable silueta, ayudada por estrictas dietas a fin de mantener sus 57 kilos de peso. Consciente de la importancia que una buena figura tenía en su profesión, declaró: «Mi mayor trabajo es adelgazar, porque si no, no trabajo». En 1988, cumplidos sesenta años, sorprendió a su público con el lanzamiento del disco Purísimo Sara: posó en la portada con una estética un tanto andrógina (con traje y corbata, el pelo engominado y un puro en la mano) y promocionó el álbum en televisión con movidas coreografías (incluso bailó tango) y luciendo lujosos vestidos con atrevidos escotes. Demostró su vitalidad y gran sentido del humor cuando –con sesenta y tres años– grabó un vídeo musical para su canción "Súper Sara" donde encarnaba a una heroína con superpoderes. La prensa y los humoristas hacían chistes sobre su edad y sus operaciones de cirugía estética; ella reconoció su paso por el quirófano, si bien hay que precisar que empezó a retocarse más tarde de lo que se decía.

### Matrimonios
En el año 2000 Sara Montiel publicó sus memorias, Vivir es un placer, escritas por el dramaturgo Pedro Víllora y donde dio un repaso (no exento de controversia) por su carrera y amores.
La actriz tuvo cuatro matrimonios. Su primer esposo fue Anthony Mann, director de cine estadounidense, con quien se casó dos veces en 1957: primero in artículo mortis, por consejo de la hija del director, y por segunda vez en matrimonio civil cuando él se restableció de su enfermedad. Sara había conocido a Mann en el rodaje de la película Serenade. Mann trabajó en España, dirigiendo la producción El Cid, y Sara cuenta que le ofrecieron el papel de Doña Jimena, y que ella recomendó en su lugar a una estrella italiana emergente por aquel entonces: Sophia Loren. La pareja se divorció en 1963.
Su segundo marido fue el industrial José Vicente Ramírez Olalla. Se casaron en la Iglesia de Montserrat, en Roma. Este matrimonio duró dos meses, si bien concluyó en buenos términos.
Su tercer esposo fue el empresario y periodista mallorquín José Tous Barberán, más conocido como Pepe Tous (1931-1992), con quien contrajo matrimonio después de diez años de relación. Juntos adoptaron a los dos hijos de la popular artista, Thais (03/03/1979) y José Zeus (21/05/1983). Como promotor de espectáculos, Tous conocía bien el gremio musical y en la década de 1980 relanzó a Sara exitosamente en el mercado discográfico, de modo que la diva publicó cuatro álbumes entre 1988 y 1995. Pepe Tous murió de cáncer a los sesenta y un años y dejó a su viuda una estimable fortuna.
En octubre de 2002 la actriz contrajo matrimonio civil con el editor de cine cubano Tony Hernández; una relación sumamente controvertida y discutida en la prensa, que no llegó a un año de duración pues la unión se disolvió en julio de 2003.

### Otras relaciones
A lo largo de su carrera, y aprovechando sus etapas de soltería, la actriz se relacionó (de manera más o menos íntima) con escritores y demás personajes ilustres, como Ernest Hemingway, quien enseñó a la artista a fumar habanos. Se dice que Sara vivió un romance con el actor James Dean, con quien estuvo a punto de viajar el día en que él murió en accidente de tráfico. Una foto de ambos juntos es de las últimas que se conocen de James Dean, y con ella se anunció en la prensa la muerte del joven mito. También se le atribuiría un romance con el actor mexicano Pedro Infante, el cual ella misma desmentiría posteriormente.
Para León Felipe, el importante escritor y poeta español, Sara fue su musa y su mayor inspiración. «La Mancha en ti, mujer, y en mi corazón el dardo», fueron palabras que el insigne poeta dedicó a su admirada. En una ocasión llegó a decir: «Eres demasiado bella para el cine, lo tuyo es el teatro». También Miguel Mihura fue un amor importante en la vida de Sara, así como su Pigmalión. Sara llegó a pedirle matrimonio a Mihura, pero a pesar de publicarse las amonestaciones preceptivas para ello, no llegaron a casarse. Indalecio Prieto, un político de izquierdas a quien Sara conoció cuando él estaba en el exilio, fue una relación corta pero de la que Sara ha guardado un gran recuerdo.
El actor Maurice Ronet, para Sara compañero y amante, trabajó con ella en Carmen la de Ronda, Mi último tango y Noches de Casablanca, viviendo un apasionado idilio que traspasó la pantalla. Con Giancarlo del Duca (1936), más conocido en España como Giancarlo Viola, trabajó en La Mujer Perdida y La dama de Beirut, y vivieron un romance que él decidió cortar. Cuando Pepe Tous murió, Giancarlo apareció de nuevo en su vida y el romance se reanudó, pero "Gianca" (como ella lo llamaba) engañó a Sara y a pesar de hablarse de boda entre ambos, decidió cortar con él definitivamente.
Como ella misma cuenta, tuvo también una relación tormentosa con el fotógrafo de La bella Lola (1962) Mario Montuori.

### Sara y Almodóvar
Durante los últimos años la actriz rechazó varias ofertas para volver al cine, y declaró que nunca llegó a echarlo de menos porque no le gustaba la industria actual. Pedro Almodóvar ha confesado que Sara siempre fue su "obsesión" desde joven. Ambas leyendas comparten orígenes manchegos. El conocido cineasta le dedicó un sentido y emotivo homenaje en la película La mala educación, la protagonista se llama Sahara, donde se ven fragmentos de su película Esa mujer, su imitadora Sandra transformista interpreta la canción "Maniquí Parisién" emulando a la actriz en el filme Mi Último Tango y el protagonista (Gael García Bernal) interpreta (con un vestido de Jean Paul Gaultier) a un transformista que canta el bolero "Quizás, quizás, quizás", emulando a la actriz en el filme Noches de Casablanca (1963).

## Muerte

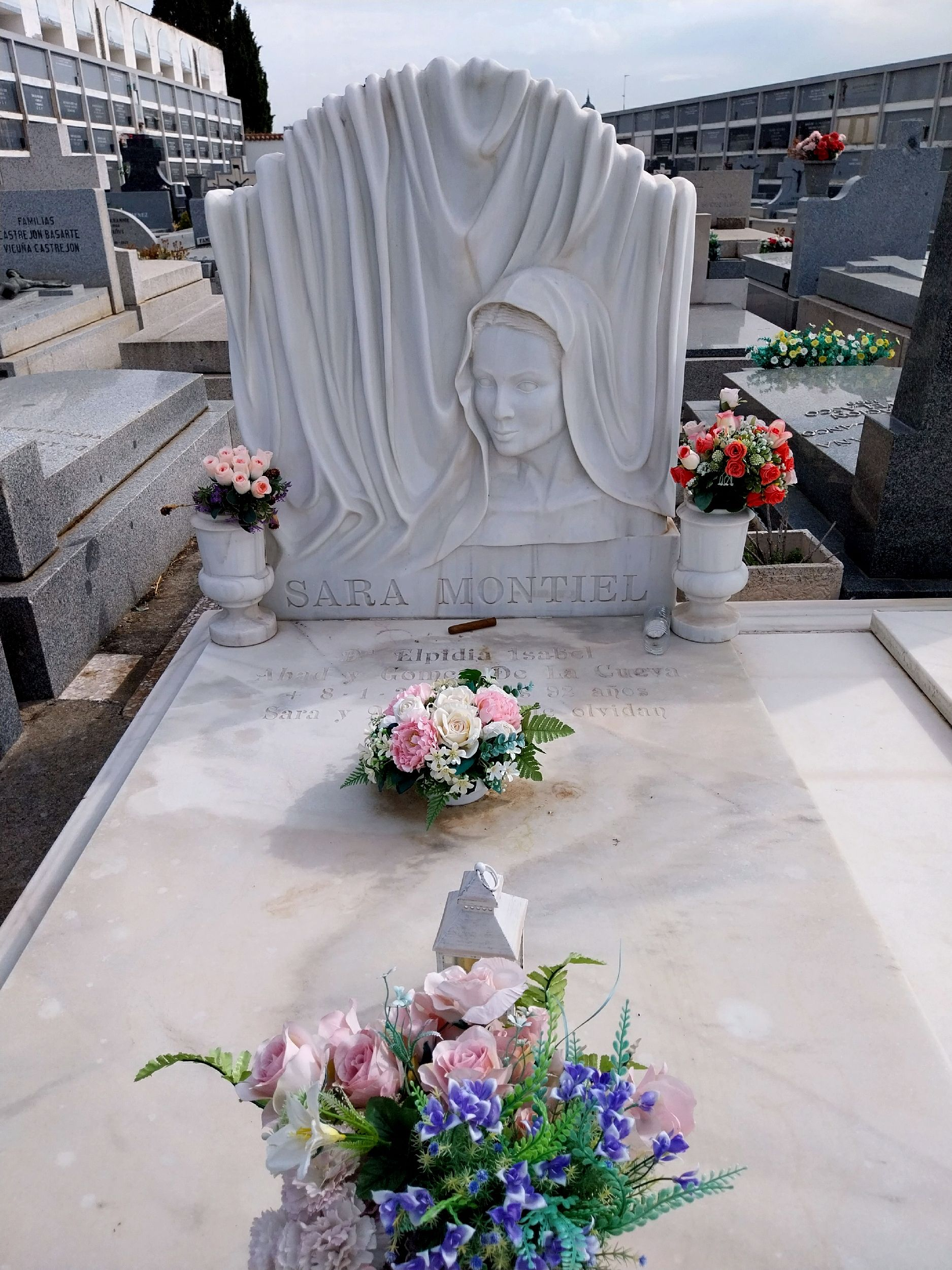
Tumba de Sara Montiel en el Cementerio Sacramental de San Justo (Madrid)

El 8 de abril de 2013, Montiel falleció a los 85 años de edad en su casa ubicada en el barrio de Salamanca de Madrid tras sufrir «una grave crisis» de la que no se dieron más detalles. La actriz habría sufrido «una muerte súbita» y todo apunta a que se debió a causas naturales, por un fallo cardíaco.
Fue enterrada en el cementerio de San Justo de Madrid al lado de su hermana Elpidia y su madre, María Vicenta, como fue su deseo en vida. Durante su sepelio, el coche fúnebre con los restos mortales de la artista recorrió las principales calles de Madrid para así poder brindarle el homenaje de sus conciudadanos. En las pantallas gigantes de la plaza de Callao, donde se paró el coche fúnebre unos minutos, se emitieron dos de sus películas más emblemáticas durante dicho acto, La violetera y El último cuplé.

## Legado

### Personificaciones
Entre 2016 y 2020 fue interpretada por la actriz Eva Manjón en el espectáculo dedicado a Sara Mi última noche con Sara.
En el año 2020 fue interpretada por Ana Milán para un episodio en la serie Veneno, en memoria de Cristina la Veneno, dirigida por Javier Ambrossi y Javier Calvo para Atresplayer Prémium.
En 2023, con ocasión del décimo aniversario de su fallecimiento, volvió a las tablas el musical Mi última noche con Sara, con dirección de Eva Manjón y con Nuria Fergó encarnando a Sara Montiel.

## Discografía
- 1956 Sara Montiel en México (Recopilatorio de sus canciones más destacadas de las películas que hizo hasta 1956 en Estados Unidos y México)
- 1957 El Último Cuplé.
- 1958 Baile con Sara Montiel.
- 1958 La Violetera.
- 1958 Besos de Fuego.
- 1959 Carmen la de Ronda.
- 1960 Mi Último Tango.
- 1961 El Tango.
- 1961 Pecado de Amor.
- 1963 Noches de Casablanca.
- 1963 La Bella Lola.
- 1963 La Reina del Chantecler.
- 1964 Samba.
- 1965 La Dama de Beirut.
- 1966 La Mujer Perdida.
- 1967 Canta Sarita Montiel.
- 1968 Tuset Street.
- 1969 Esa Mujer.
- 1970 Siempre Sara.
- 1970 Sara.
- 1971 Varietés.
- 1973 Sara... Hoy.
- 1977 Saritísima.
- 1978 Anoche con Sara.
- 1988 Purísimo Sara.
- 1989 De Cine.
- 1990 A Flor de Piel.
- 1995 Amados Míos.
- 2003 Todas Las Noches A Las Once
- 2003 B.S.O. Mil nubes de paz - su tema "Nena" en la banda sonora.
- 2004 Sara Montiel La Diva
- 2004 B.S.O. La mala educación - 2 canciones en su voz en la banda sonora.
- 2008 Sara Montiel La Leyenda
- 2008 Absolutamente Saritísima. Completamente, Científicamente y Televisivamente (con Fangoria)

## Filmografía
| Año  | Título                                                                     | País                  | Director                         | Papel                                         |
| ---- | -------------------------------------------------------------------------- | --------------------- | -------------------------------- | --------------------------------------------- |
| 1944 | Te quiero para mí                                                          | España                | Ladislao Vajda                   | Ana María (acreditada como "María Alexandra") |
| 1944 | Empezó en boda                                                             | España                | Raffaello Matarazzo              | —                                             |
| 1945 | Bambú                                                                      | España                | José Luis Sáenz de Heredia       | Yoyita, hija del gobernador                   |
| 1945 | Se le fue el novio                                                         | España                | Julio Salvador                   | María Luisa Petric                            |
| 1945 | El misterioso viajero del Clipper                                          | España                | Juan Durán Alemany               | Cristina Gutiérrez                            |
| 1947 | Por el Gran Premio                                                         | España                | Pierre Caron                     | —                                             |
| 1947 | Mariona Rebull                                                             | España                | José Luis Sáenz de Heredia       | Lula                                          |
| 1947 | Don Quijote de la Mancha                                                   | España                | Rafael Gil                       | Antonia                                       |
| 1948 | Confidencia                                                                | España                | Jerónimo Mihura                  | Elena                                         |
| 1948 | Alhucemas                                                                  | España                | José López Rubio                 | María Luisa Pereira                           |
| 1948 | Locura de amor                                                             | España                | Juan de Orduña                   | Aldara                                        |
| 1949 | La mies es mucha                                                           | España                | José Luis Sáenz de Heredia       | Guyerati                                      |
| 1949 | Vidas confusas                                                             | España                | Jerónimo Mihura                  | —                                             |
| 1950 | Pequeñeces                                                                 | España                | Juan de Orduña                   | Monique                                       |
| 1950 | El capitán Veneno                                                          | España                | Luis Marquina                    | Angustias                                     |
| 1951 | Cárcel de mujeres                                                          | México                | Miguel M. Delgado                | Dora                                          |
| 1951 | Furia roja / Red fury                                                      | México EE. UU.        | Steve Sekely, Víctor Urruchúa    | María Stevens                                 |
| 1952 | Necesito dinero                                                            | México                | Miguel Zacarías                  | María Teresa                                  |
| 1952 | El enamorado                                                               | México                | Miguel Zacarías                  | —                                             |
| 1952 | Ahí viene Martín Corona                                                    | México                | Miguel Zacarías                  | Rosario Medina                                |
| 1953 | The Man from Tangiers / Aquel hombre de Tánger                             | España EE. UU.        | Robert Elwyn, Luis María Delgado | Aixa                                          |
| 1953 | Piel canela                                                                | México                | Juan José Ortega                 | Marucha                                       |
| 1953 | Ella, Lucifer y yo                                                         | México                | Miguel Morayta                   | Isabel                                        |
| 1953 | ¡Yo soy gallo donde quiera! / Jimmy                                        | México                | Roberto Rodríguez                | Rosalia                                       |
| 1953 | Por qué ya no me quieres                                                   | México                | Chano Urueta                     | Lilia                                         |
| 1954 | Veracruz / Vera Cruz                                                       | EE. UU.               | Robert Aldrich                   | Nina                                          |
| 1954 | Se solicitan modelos                                                       | México                | Chano Urueta                     | Rosina                                        |
| 1955 | Frente al pecado de ayer                                                   | México                | Juan José Ortega                 | Lucecita                                      |
| 1955 | Yo no creo en los hombres                                                  | México                | Juan José Ortega                 | María Caridad                                 |
| 1956 | La ambiciosa / Dónde el círculo termina                                    | México                | Alfredo B. Crevenna              | Isabel                                        |
| 1956 | Dos pasiones y un amor / Serenade                                          | EE. UU.               | Anthony Mann                     | Juana Montes                                  |
| 1957 | Run of the Arrow / Yuma / El vuelo de la flecha                            | EE. UU.               | Samuel Fuller                    | Yellow Moccasin / Mocasín Amarillo            |
| 1957 | El último cuplé                                                            | España                | Juan de Orduña                   | Maria Luján                                   |
| 1958 | La violetera / La bella fioraia di Madrid                                  | España Italia         | Luis César Amadori               | Soledad Moreno                                |
| 1959 | Carmen, la de Ronda                                                        | España                | Tulio Demicheli                  | Carmen                                        |
| 1960 | Mi último tango                                                            | España                | Luis César Amadori               | Marta Andreu                                  |
| 1961 | Pecado de amor / Il mio amore è scritto sul vento                          | España Italia         | Luis César Amadori               | Magda Beltrán                                 |
| 1962 | La bella Lola / Quel nostro impossibile amore / Une dame aux camelias      | España Italia Francia | Alfonso Balcázar                 | Lola                                          |
| 1962 | La reina del Chantecler                                                    | España                | Rafael Gil                       | La bella Charito                              |
| 1963 | Noches de Casablanca / Spionaggio a Casablanca / Casablanca, nid d'espions | España Italia Francia | Henri Decoin                     | Teresa Vilar                                  |
| 1965 | Samba                                                                      | España Brasil         | Rafael Gil                       | Laura Monteiro / Belén                        |
| 1965 | La dama de Beirut / La dama di Beyrut / Aventure à Beyrouth                | España Italia Francia | Ladislao Vajda                   | Isabel Llanos                                 |
| 1966 | La mujer perdida / Quel nostro grande amore / La Femme perdue              | España Italia Francia | Tulio Demicheli                  | Sara Fernán                                   |
| 1968 | Tuset Street                                                               | España                | Luis Marquina                    | Violeta Riscal                                |
| 1969 | Esa mujer                                                                  | España                | Mario Camus                      | Soledad Romero Fuentes                        |
| 1971 | Varietés                                                                   | España                | Juan Antonio Bardem              | Ana Marqués                                   |
| 1974 | Cinco almohadas para una noche                                             | España                | Pedro Lazaga                     | Rosa López                                    |
| 2011 | Abrázame                                                                   | España                | Óscar Parra de Carrizosa         | Sara                                          |

### Documentales y bandas sonoras
- 1971 - La casa de los Martínez (documental). Interpretándose a sí misma.
- 1973 - Canciones de nuestra vida (documental). Interpretándose a sí misma.
- 1978 - Memorias del cine español (documental). Interpretándose a sí misma.
- 1922 - Queridos cómicos. (documental). Interpretándose a sí misma.
- 1996 - Asaltar los cielos (documental). Interpretándose a sí misma.
- 2002 - Sara, una estrella (documental). Interpretándose a sí misma.
- 2002 - Machín, toda una vida (documental). Interpretándose a sí misma.
- 2002 - Zero/Infinito (documental). Interpretándose a sí misma.
- 2003 - Mil nubes de paz cercan el cielo, amor, jamás acabarás de ser amor - su tema "Nena" en la banda sonora.
- 2004 - La mala educación - 2 canciones en su voz en la banda sonora.
- 2010 - Cuando Hollywood estaba en la Gran Vía. (documental). Interpretándose a sí misma.
- 2013 - El último sueño de Sara. (documental). Interpretándose a sí misma.
- 2019 - Todos los nombres de Sara. (documental). Interpretándose a sí misma.
- 2022 - La Antorcha de los Éxitos: Cifesa (1932-1961). (documental). Interpretándose a sí misma.
- 2025 - Super Sara - Serie documental de tres episodios para la plataforma Max.

## Premios

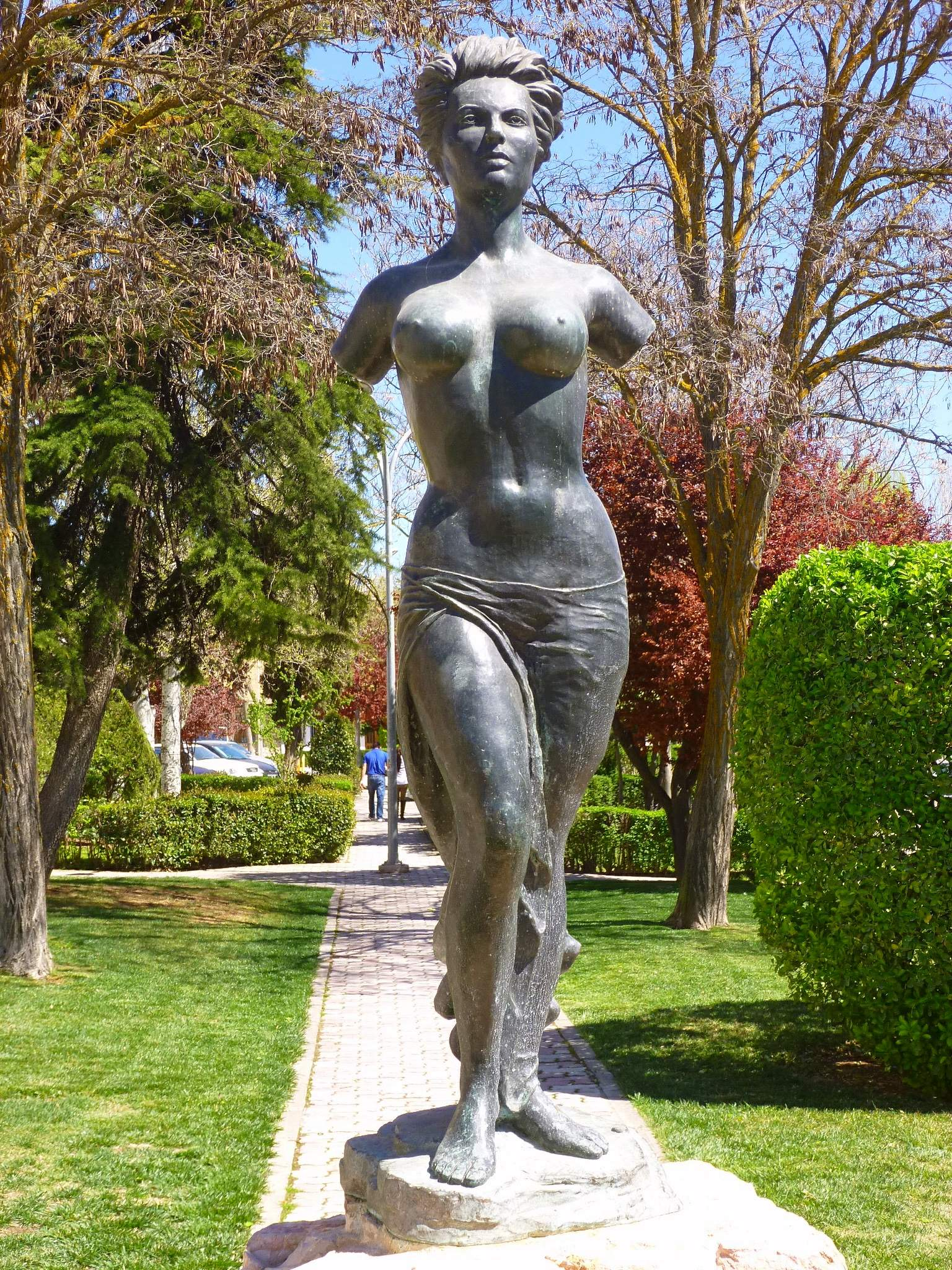
Monumento a Sara Montiel en Campo de Criptana, fotografiado en 2015.

### Medallas del Círculo de Escritores Cinematográficos
| Año  | Categoría              | Trabajo nominado | Resultado | Ref.   |
| ---- | ---------------------- | ---------------- | --------- | ------ |
| 1957 | Mejor actriz principal | El último cuplé  | Ganadora  | [ 15 ] |
| 1958 | Mejor actriz principal | La violetera     | Ganadora  | [ 16 ] |
| 1999 | Premio homenaje        | Premio homenaje  | Ganadora  | [ 17 ] |

### Premios San Jorge
| Año  | Categoría             | Trabajo nominado | Resultado | Ref.   |
| ---- | --------------------- | ---------------- | --------- | ------ |
| 1957 | Mejor actriz española | El último cuplé  | Ganadora  | [ 18 ] |

### Otras distinciones y reconocimientos
- Sara Montiel ganó en 1959 un Disco de Oro por el álbum La violetera, que contenía canciones de la película homónima. También obtuvo el Premio del Sindicato Nacional del Espectáculo (1959), máximo galardón de la época para recompensar el trabajo de los actores.

- En 1972 fue nombrada Ciudadana de Honor de Los Ángeles, recibiendo la llave de la ciudad de mano del alcalde Samuel W. Yorty, e igualmente recibió las llaves de otras tres urbes estadounidenses: Nueva York, Miami y Chicago. En 1981 recibió la medalla Ben Gurion de Israel y en 1982 fue reconocida por el gobierno francés con la Orden de las Artes y las Letras.

- Todavía a edad madura, Montiel seguía siendo recordada en Estados Unidos: en 1989 acudió a Nueva York a recoger un Premio ACE por su disco Purísimo Sara y en 1994 el actor Burt Lancaster le entregó el Golden Eagle, el premio más importante de la comunidad hispana de Hollywood; galardón instituido por la organización Nosotros fundada por Ricardo Montalbán.

- En 1991, Sara fue nombrada Hija Predilecta de Campo de Criptana, en 2008 galardonada con la Medalla de Oro de Castilla-La Mancha[19] y en 2010 recibió la Medalla de Oro al Mérito en el Trabajo.[20][21] También recibió la Medalla de Oro de la Academia de las Artes y las Ciencias Cinematográficas de España.

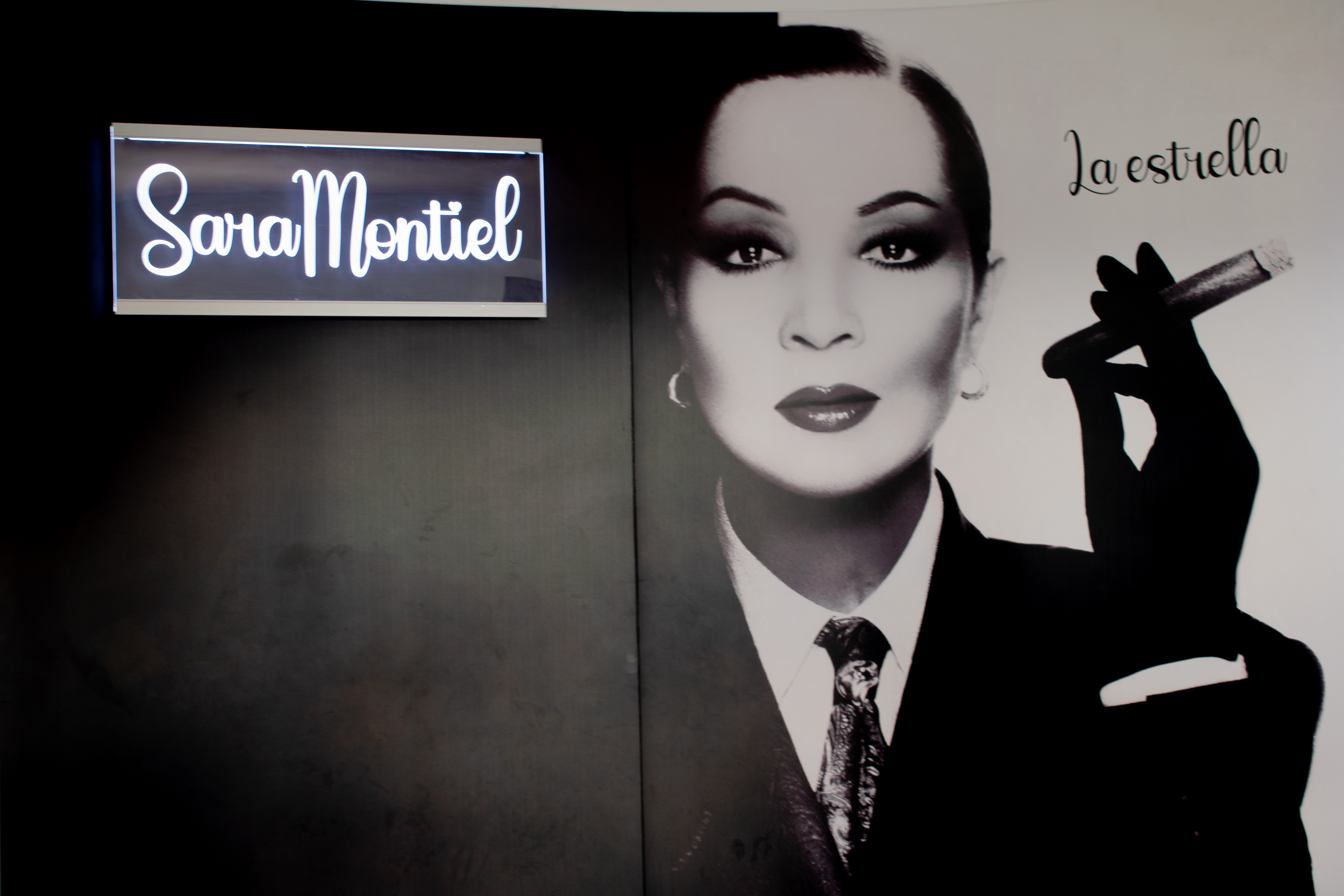
Vinilo y cartel luminoso en el interior de Molino Museo dedicado a Sara Montiel en Campo de Criptana.

- Vinilo y cartel luminoso en el interior de Molino Museo dedicado a Sara Montiel en Campo de Criptana.En 2011, recibió una estrella en el paseo de la fama de Madrid y en 2012 regresó a Estados Unidos para ofrecer una pequeña gira de conciertos y charlas. En su aparición en Nueva York, la actriz atrajo a tantos periodistas como Mario Vargas Llosa, y el alcalde Michael Bloomberg le envió una elogiosa carta.

- En su ciudad natal, Campo de Criptana (provincia de Ciudad Real), tiene un molino-museo en la sierra de los molinos, y también cuenta con una calle con su nombre y con una estatua que ella misma inauguró al cumplir los ochenta años de edad. La casa donde nació está identificada con una placa.

- En 2013, en vísperas de su fallecimiento, se supo que el Festival de Cine de Berlín planeaba un homenaje en su honor, y también se ha rumoreado que la actriz Jennifer Lopez proyectaba rodar una película biográfica sobre ella. Además, María Antonia hace una pequeña aparición en el musical de Jorge Berlanga, con música de Carlos Berlanga, A Quién le Importa.